# Flagge El Salvadors
Die Flagge El Salvadors besteht aus drei horizontalen Streifen in blau-weiß-blau von oben nach unten. Die Farben stehen für Himmel, Friede und Ozean.

## Eine Flagge, drei Formen
Es gibt drei verschiedene Versionen der Nationalflagge. Die Drei-Streifen-Flagge ohne zusätzliches Symbol dient als bürgerliche Flagge und Dienstflagge zu Land.
Die Flagge mit dem Wappen El Salvadors im Zentrum wird als Dienstflagge zu Land und als Kriegsflagge verwendet.
In einer weiteren alternativen Dienstflagge, die auch zur See und als Handelsflagge und Kriegsflagge zu Land genutzt wird, befinden sich an Stelle des Wappens die Worte DIOS UNION LIBERTAD (Gott, Einigkeit, Freiheit).

3:5
3:5

## Historische Flaggen El Salvadors
Die Farben bedeuten
- Königskobaltblau: Repräsentiert den großen Himmel und die zwei riesigen Ozeane Mittelamerikas
- Weiß: steht für Frieden und Solidarität mit der Welt
- Goldener Bernstein: repräsentiert das Wappen El Salvadors mit Spruchband und Schriftrolle

Nach der Unabhängigkeitserklärung El Salvadors am 5. März 1824 trat der Staat unmittelbar der 1823 gegründeten Zentralamerikanischen Konföderation bei und verwendete dementsprechend die Flagge dieses Staatenbundes. Auch nach Zerfall desselben im Februar 1839 hielt El Salvador noch lange am Einheitsgedanken fest. Dies zeigte sich auch im Weiterführen der blau-weiß-blauen Flagge bis zum Jahre 1865, in der lediglich das Wappen im Jahre 1841 geringfügig modifiziert wurde.
Das endgültige Verwerfen der Unionsidee im Jahre 1859 manifestierte sich am 28. April 1865 durch einen radikalen Wechsel im Flaggendesign. Man orientierte sich stark an der Fahne der USA und wählte ein Sterne-und-Streifen-Muster mit 5 blauen bzw. 4 weißen Streifen sowie einem roten, quadratischen Feld, das 9 weiße, 5-zackige Sterne enthielt. Die Zahl neun weist auf die neun Provinzen El Salvadors hin. Mit steigender Anzahl der Provinzen wurde auch die Anzahl der Sterne – wie auch in den USA üblich – erhöht. So hisste man bereits im Juni 1865 eine Flagge mit 11 Sternen, im Jahre 1869 eine mit 12 und im Jahre 1873 eine mit 13 Sternen. Obwohl die 14. Provinz erst im Jahre 1877 hinzu kam, wurden bereits im Jahre 1875 Flaggen mit 14 Sternen gezeigt, wie zeitgenössische Abbildungen dokumentieren.
Als El Salvador Mitglied der 1895 gegründeten Zentralamerikanischen Großrepublik (República Mayor de Centroamérica) wurde, hisste man eine am 2. November 1898 neu geschaffene Flagge, die wieder mit den traditionellen Farben blau-weiß-blau ausgestattet war. Im Zentrum befand sich das Wappen der „Großrepublik“, die auch noch die Staaten Nicaragua und Honduras umfasste. Schon am 30. November 1898 zerfiel der Staatenbund und El Salvador kehrte zur Flagge von 1875 zurück. Diese wurde schließlich am 15. September 1912 unter der Präsidentschaft von Manuel Enrique Araujo abgeschafft, indem man zur alten Unionsflagge blau-weiß-blau zurückkehrte. Von einigen geringfügigen Änderungen in den Jahren 1916 und 1972, die das Wappen betrafen, abgesehen, ist dies bis heute die Nationalflagge El Salvadors geblieben.
| 5. Mär 1824–22. Nov 1824 3:5 | 22. Nov 1824–28. Apr 1865 3:5 | 28. Apr 1865 – Jun 1865 4:7  |
|                              |                               |                              |
| Jun 1865–1869 4:7            | 1869–1873 4:7                 | 1873–1875 4:7                |
|                              |                               |                              |
| 1875–2. Nov 1898 4:7         | 2. Nov 1898–30. Nov 1898 3:5  | 1. Dez 1898–15. Sep 1912 4:7 |